# Santeau
Santeau é uma comuna francesa na região administrativa do Centro, no departamento Loiret. Estende-se por uma área de 8,71 km². Em 2010 a comuna tinha 415 habitantes (densidade: 47,6 hab./km²).